# Copacul dorințelor: Amintiri din copilărie
Copacul dorințelor: Amintiri din copilărie este un film fantastic de familie din 2022 de Andrei Huțuleac după un scenariu de Mihai Mănescu, Andrei Huțuleac și Matei Dima vag bazat pe Amintiri din copilărie de Ion Creangă. Rolurile principale au fost interpretate de actorii Maya Noelle Prediger, Teodor Corban, Matei Dima și Cosmin Nedelcu. A avut premiera la 25 martie 2022.
Este produs de Prietenii Casei Speranței, Colorbitor Productions și Viva la Vidra, în parteneriat cu Chainsaw Europe. Distribuitorul filmului este Vertical Entertainment. 
Filmul a inspirat și scrierea romanului cu titlul omonim, semnat de Mihai Mănescu și publicat în 2022 de editura Humanitas Junior.

## Rezumat
În prima scenă, Mara și bunicul ei care are grijă de ea se tund la zero, ea are o formă agresivă de cancer și urmează să facă chimioterapie. Ei îi place foarte mult cartea lui Ion Creangă Amintiri din copilărie, iar bunicul îi citește seara mereu din ea.
La școală are un examen din aceeași carte, încearcă să-i șoptească unui coleg ce să scrie în lucrare dar acesta nu aude bine. Afară are un conflict cu fratele acestuia, dar este salvată de câinele unui necunoscut.
Medicul îi recomandă bunicului s-o ducă la un centru Hospice Casa Speranței. Se duc la centrul din Adunații-Copăceni unde descoperă că stăpânul câinelui care a salvat-o este Mircea, un grădinar al centrului. În centru se află și Copacul dorințelor - un arbore magic care duce pe cel care-l atinge în lumea cărții sale preferate.
Mara ajunge în Humulești, unde trebuie să-l ajute pe Nică să scape de trei bandiți de la circ (Negustorul, Piticul mut și Spânul) în schimbul unei dorințe, aceea de a-și revedea mama decedată.

## Distribuție
- Maya Prediger – Mara[4]
- Teodor Corban – bunicul
- Matei Dima (BRomania)	– Mircea
- Cosmin Nedelcu (Micutzu) – Negustorul
- Grigorie Silișteanu – Nică
- Corneliu Ulici – dr. Rusu
- Ada Condeescu	– asistentă Hospice
- Theo Costache	– Piticul
- Sabrina Iașchevici – Smaranda
- Ioana Anastasia Anton	– mama Marei
- Pavel Bârsan – Spânul
- Ana Covalciuc	– profesoara de română
- Alin Florea – tatăl lui Nică
- Alexandru Ichim – colegul Marei
- Clara Popadiuc – mătușa Mărioara
- Irina Margareta – Nistor	frizerița
- Ioana Abur – directoare Hospice
- Mirela Nemțanu – asistentă Hospice

## Box Office
Conform Box Office filmul a avut 20.267 intrări în cinema, și încasări în valoare de 405.373,00 lei. Încasările filmului au fost acordate organizației Hospice Casa Speranței.